# Península Shostakóvich
La península de Shostakóvich es una península cubierta de hielo que se encuentra al norte de la ensenada Stravinski y se extiende hasta la barrera de hielo Bach en el sur de la isla Alejandro I, en la Antártida. Es una de las ocho penínsulas de la isla.
La península fue cartografiada por primera vez por la Dirección de Estudios en el Extranjero a partir de imágenes satelitales de la Antártida proporcionadas por la Administración Nacional de Aeronáutica y del Espacio de Estados Unidos, en cooperación con el Servicio Geológico de Estados Unidos. El Comité de Topónimos Antárticos del Reino Unido le puso su nombre en honor al compositor ruso Dmitri Shostakóvich.